# Ronnie Scott's

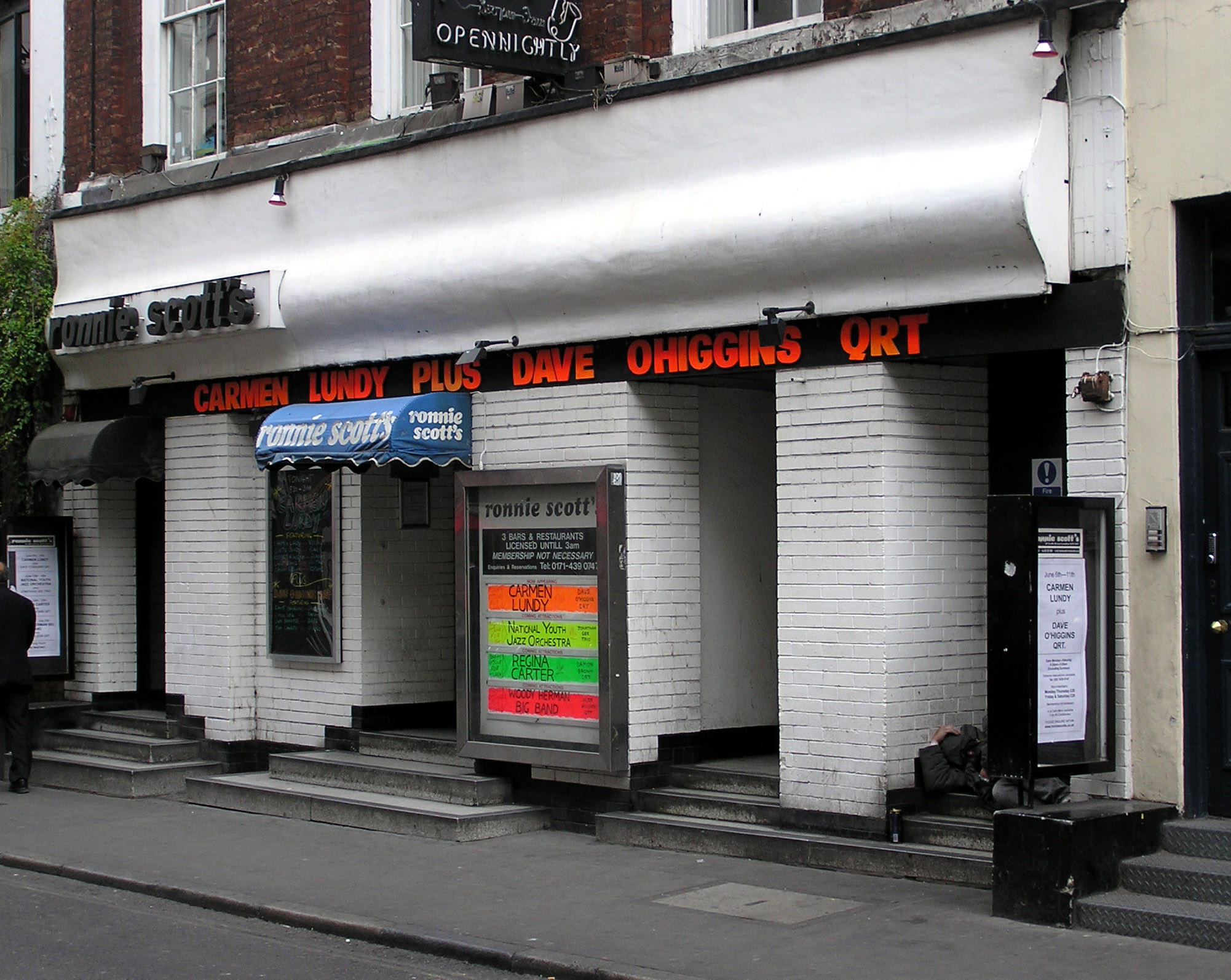
Ronnie Scott's

Ronnie Scott's is de bekendste jazzclub van Londen en werd in 1959 opgericht door de Engelse jazzmusicus Ronnie Scott.
Enkele Nederlandse jazzmusici die er optraden zijn Rita Reys, Ann Burton en Laura Fygi. Beroemd zijn de concertopnamen die in 1974 werden gemaakt van een concert van Ella Fitzgerald en haar trio, die op elpee werden uitgebracht onder de titel Ella in London. Ronnie Scott's is elke dag open van 5:00 p.m tot 3.00 a.m